# وجدي جودة
وجدي عزمي جودة (1977-) أسير فلسطيني، اعتقل في 4 اغسطس 2004 في نابلس، يشغل منصب عضو اللجنة المركزية في الجبهة الديمقراطية لتحرير فلسطين، وهي إحدى الفصائل اليسارية والرئيسية على الساحة الفلسطينية، ويعد أحد قادة ومؤسسي جناحها العسكري كتائب المقاومة الوطنية في الضفة الغربية.

## نشأته
وُلد في حي عراق التاية شرق مدينة نابلس، ونشط في الإطار الشبابي التابع للجبهة الديمقراطية في سن الرابعة عشر، وفي عام 1996 ترأس مجلس اتحاد الطلبة في كلية الروضة للعلوم المهنية وسكرتيراً لكتلة الوحدة الطلابية "في ذات الكلية، وبعد عامين كان سكرتيراً لكتلة الوحدة الطلابية الإطار الطلابي للـ الجبهة الديمقراطية لتحرير فلسطين في جامعة القدس المفتوحة.
وتمكّن من الحصول على بكالوريوس في التاريخ من جامعة الأقصى، وبكالوريوس علوم سياسية من جامعة القدس، وماجستير دراسات إقليمية من جامعة القدس، ويكمل حالياً متطلبات الحصول على الدكتوراة وذلك خلال فترة اعتقاله.
حصل قبل اعتقاله عام 2004 على درجة الدبلوم في تخصص "برمجيات وقواعد البيانات" من كلية الروضة للعلوم المهنية ودرجة البكالوريوس في تخصص "الخدمة الاجتماعية" من جامعة القدس المفتوحة.

## انضمامه إلى العمل العسكري
انضم إلى كتائب المقاومة الوطنية عام 2000، وكان له دورا بارزا في تأسيسها في الضفة الغربية، وكان نشيطا في العمل العسكري أثناء مطاردته.

## الانتفاضة الفلسطينية الثانية
نشط في الإنتفاضة الثانية (انتفاضة الأقصى)، وكان قائدا للجناح العسكري للجبهة في الضفة الغربية، وقامت إسرائيل بمحاولات اعتقاله عدة مرات، وفي اغسطس 2004، أعلنت القوات الإسرائيلية اعتقاله بعد محاصرته خلال عملية عسكرية نفذتها مع جهاز الأمن الداخلي الإسرائيلي الشاباك وذلك في رفيديا بنابلس، وقدمته لمحكمة عسكرية، التي أتهمته بتهم القتل والشروع بالقتل، وتشكيل خلايا عسكرية تابعة للجبهة، والمشاركة في عمليات إطلاق نار تجاه الجيش الإسرائيلي والمستوطنين، وحُكم بالسجن المؤبد.
هدم الجيش الإسرائيلي منزل ذويه لاتهامه بالوقوف خلف إحدى العمليات الاستشهادية التي وقعت في منطقة جسر جيها في تل أبيب عام 2003، والتي أدت إلى مصرع 4 إسرائيليين وإصابة 26 آخرين، واستشهاد منفذها.

## داخل السجن
يعد من أبرز قيادة الحركة الوطنية الأسيرة داخل السجون، فقد كان عضوا في لجنة قيادة الإضراب الذي خاضه الأسرى في نيسان - أيار من العام 2012، والذي استمر 29 يوماً، وعضوا في اللجنة النضالية لقيادة إضراب الكرامة عام 2017
وهو ممثل أسرى الجبهة الديمقراطية لتحرير فلسطين داخل السجون الإسرائيلية، وقد أنتخبه مؤتمر الجبهة الديمقراطية عضواً في اللجنة المركزية للجبهة، وعضو قيادتها المركزية عن إقليم الضفة الغربية
له العديد من المقالات السياسية والفكرية، ويدير جلسات ثقافية متنوعة في مواضيع سياسية واقتصادية واجتماعية وفكرية داخل السجون.